# Ma-an-šan
Ma-an-šan (čínsky pchin-jinem Mǎ'ānshān, znaky zjednodušené 马鞍山, tradiční 馬鞍山) je městská prefektura v Čínské lidové republice, kde patří do provincie An-chuej ve východní Číně. Leží na řece Jang-c’-ťiang a sousedí na západě s Che-fejem, na jihozápadě s Wu-chu a na východě s Nankingem. V roce 2020 v ní na čtyřech tisících kilometrů čtverečných žilo téměř 2,2 milionu obyvatel.

## Administrativní členění
Městská prefektura Ma-an-šan se člení na šest celků okresní úrovně, a sice tři městské obvody a tři okresy.
| Jü-šan Chua-šan Po-wang okres · Tang-tchu okres · Che okres · Chan-šan |        |                       |                    |                                  |
| Název                                                                  | Název  | Počet obyvatel (2020) | Rozloha km² (2020) | Hustota zalidnění (obyv. na km²) |
| český přepis                                                           | znaky  | Počet obyvatel (2020) | Rozloha km² (2020) | Hustota zalidnění (obyv. na km²) |
| Městské obvody                                                         |        |                       |                    |                                  |
| Jü-šan                                                                 | 雨山区 | 355 986               | 173                | 2 060                            |
| Chua-šan                                                               | 花山区 | 450 983               | 180                | 2 505                            |
| Po-wang                                                                | 博望区 | 158 483               | 358                | 443                              |
| Okresy                                                                 |        |                       |                    |                                  |
| Tang-tchu                                                              | 当涂县 | 446 991               | 985                | 454                              |
| Che                                                                    | 和县   | 410 899               | 1 317              | 312                              |
| Chan-šan                                                               | 含山县 | 336 588               | 1 040              | 324                              |
|                                                                        |        |                       |                    |                                  |
| Celkem                                                                 | Celkem | 2 159 930             | 4 053              | 533                              |

## Partnerská města
- Arganda del Rey, Španělsko
- Čchangwon, Jižní Korea
- Galesburg, Illionis, USA
- Hamilton, Kanada
- Isesaki, Japonsko
- Zapala, Argentina